# Cartoons (gruppo musicale)
I Cartoons sono un gruppo musicale danese. Il loro genere musicale è da loro stessi chiamato "technobilly" e si tratta di una fusione ballabile e parodistica di rockabilly e techno. Vengono anche ricordati per i loro abiti eccentrici e coloratissimi che sono soliti indossare durante i concerti.

## Storia del gruppo
Nel 1998, anno della loro fondazione, i Cartoons pubblicarono l'album Toonage entrato nelle classifiche di molti paesi europei. Il disco contiene le due hit Witch Doctor, cover di una traccia del 1958 di Ross Bagdasarian e DooDah!, una loro personale versione di Camptown Races (composto da Stephen Foster nel 1850). Di Witch Doctor verranno registrate dallo stesso gruppo anche due cover in lingua italiana (Tutto passerà) e spagnola (Hombre Mago).
I Cartoons sono famosi soprattutto per il loro look eccentrico e ispirato all'estetica dei cartoni animati: ognuno infatti riportava le caratteristiche del nome che aveva. Ad esempio Buzz (ispirato a Bugs Bunny) ha un look molto "da giardino", vestito sempre di verde, con delle scarpe alte che ricordavano due zolle di terra e con un contrabbasso modellato come se fosse una carota gigante; il sassofonista Sponge, che in inglese vuol dire spugna, ha un look consono a questo nome (perfino la sua parrucca era modellata come se fosse una spugna gigantesca) e il suo strumento era modellato a mo' di boccale di birra; il chitarrista Shooter invece indossa una sorta di divisa militare rossa con delle medaglie, ai piedi aveva due scarpe a forma di carro armato e suona una chitarra strutturata come se fosse una pistola gigante con tanto di canna funzionante.
Il 2001 fu l'anno dell'album Toontastic!, il quale passò più inosservato dell'esordio. Da esso proviene la traccia Diddley Dee, entrata nelle classifiche di Svezia e Italia. Nello stesso anno venne edito More Toonage: una ristampa del primo album con inediti. Nel 2002 parteciparono alla colonna sonora del film d'animazione danese Aiuto! Sono un pesce con la loro canzone Wobble di bubble di doo, dopo il quale continuarono a dare concerti in Danimarca almeno fino al 2005, quando uscì Greatest Toons, una raccolta dei loro successi.

## Formazione
Attuale formazione
- Toonie (Peter Asferg Bernhard)
- Sponge (Jesper Dukholt)
- Shooter (Carsten Arndt-Larsson)
- Buzz (Thomas Rene Clausen)
- Puddy (Sofie Lerstrup)
- Boop (Ines Bukic)

Formazione precedente
- Toonie (Martin Østengaard) - voce
- Sponge (Jesper Dukholt) - DJ, programmazione, sax, tastiere, seconda voce
- Shooter (Erling Jensen) - chitarre, cori (deceduto nel 2019 per un linfoma)
- Buzz (Dave Stevens) - contrabbasso
- Puddy (Natasja Skov) - cori
- Boop (Karina Jensen) - cori (deceduta nel 2016 per un cancro)

## Discografia

### Album in studio
- 1998 – Toonage
- 2001 – Toontastic!

### Singoli
- 1998 – DooDah!
- 1998 – Witch Doctor
- 1998 – Yoko
- 1998 – Let's Go Childish
- 1999 – Aisy Waisy
- 1999 – The X-Mas Single
- 2000 – Diddley-Dee
- 2000 – Mama Loo
- 2001 – Big Coconuts
- 2005 – Day Oh
- 2023 – Shots
- 2025 – Gettin Saxy

### Raccolte
- 2005 – Greatest Toons